# Robosonic
Robosonic (* 1984 in Lüdenscheid; bürgerlich Cord Henning Labuhn) ist ein Berliner DJ und Musikproduzent der elektronischen Tanzmusik.
Labuhn ist für sein Studium nach Berlin gezogen. Dort entdeckte er sein Interesse für elektronische Musik. 2003 gründete er sein erstes Label Undercoverart und veröffentlichte ab 2005 zusammen mit Sacha Robotti unter den Namen Robosonic. Letzterer verließ 2017 das Duo und ging in die USA. Auch nach der Auflösung als Duo blieb der Name bestehen, fortan als Solokünstler weitergeführt. Labuhn legt weiterhin regelmäßig in Berliner Techno-Clubs auf. Live-Auftritte gab es in der Vergangenheit unter anderem im Kater Blau, Ritter Butzke und Watergate.
Das Cover des Debütalbums Sturm und Drang ist optisch an die Reclam-Bücher angelehnt.

## Diskografie (Auswahl)
Alben
- 2007: Sturm und Drang (Undercoverart)

EPs
- 2015: Juicy (Defected Records)
- 2017: Peach (Mother Recordings)
- 2019: For The People (Armada Subjekt & Kontor Records)

Singles
- 2013: Feldrecord im Zirkus (mit Laura Weider, Stil vor Talent)
- 2015: Selva Del Mar (mit K.E.E.N.E., Whatiplay)
- 2017: Old Dollars (mit Ferreck Dawn, Spinnin’ Deep)
- 2021: Feelike (mit Mat.Joe & Ashibah, Armada Subjekt)